# La Braña (Biedes)
La Braña es una casería que pertenece a la parroquia de Biedes en el concejo de Las Regueras (Principado de Asturias). Se encuentra a 140 m s. n. m. y está situada a 3 km de la capital del concejo, Santullano. 

## Población
En 2020 contaba con una población de 11 habitantes (INE 2020) repartidos en un total de 8 viviendas.